# Letní olympijské hry 2024

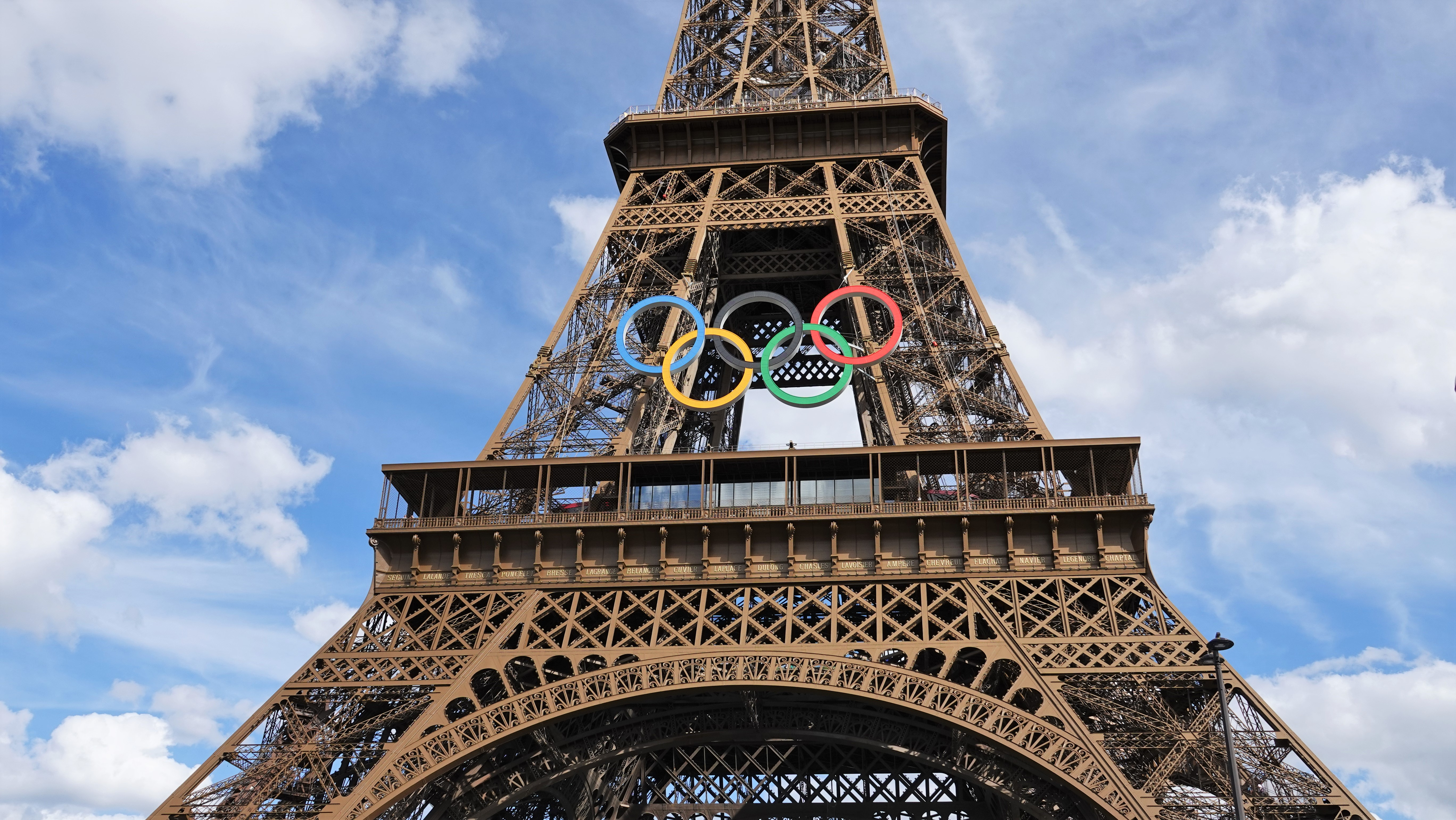
Olympijské kruhy na Eiffelově věži

Letní olympijské hry 2024, oficiálně Hry XXXIII. olympiády (francouzsky Jeux de la XXXIIIe Olympiade), se konaly ve francouzské Paříži. Paříž se stala spolu s Londýnem druhým městem v historii, kde byly olympijské hry pořádány již potřetí (letní olympijské hry se zde uskutečnily také v letech 1900 a 1924).
V rámci olympiády je Eiffelova věž natřená speciální zlatou barvou. Tento nátěr se nanášel několik let a zároveň chrání věž před korozí. Náklady na uspořádání her měly dosáhnout 8 miliard eur. V květnu 2024 byl do francouzské Marseille přivezen olympijský oheň. Slavnostní zahájení proběhlo 26. července 2024, místo na stadionu netradičně na řece Seině. Zakončení se uskutečnilo 11. srpna 2024 na Stade de France. Soutěže v surfingu se konaly v Tichém oceánu na ostrově Tahiti.

## Kandidátská města
Města, která chtěla hostit Letní olympijské hry 2024, musela do 15. září 2015 podat kandidaturu. Kandidaturu podaly Paříž, Boston, Budapešť, Hamburk a Řím. Místní veřejné mínění o pořádání her v Bostonu nebylo jednotné; průzkum z března 2015 ukázal, že 52 % obyvatel Bostonu bylo proti jejich hostování. Dne 27. července 2015 Olympijský výbor Spojených států odmítl svou nabídku na pořádání olympijských her v Bostonu s odvoláním na nedostatek veřejné podpory a nejistoty v nabídce. Na další den se Olympijský výbor Spojených států obrátil na Los Angeles ohledně vstupu jako náhradního uchazeče na Letní olympiádu 2024 poté, co Boston svou nabídku stáhl. Dne 1. září 2015 hlasovala rada města Los Angeles poměrem 15:0, čímž jednoznačně podpořila nabídku na pořádání her. Dne 29. listopadu 2015 se konalo v Hamburku referendum, ve kterém 51,6 % občanů hlasovalo proti nabídce na pořádání olympijských her. Italské hlavní město Řím stáhlo 21. září 2016 svou kandidaturu poté, co nedostalo politické záruky od představitelů státu. Dne 22. února 2017 také Budapešť svou nabídku stáhla poté, co petice proti nabídce shromáždila více podpisů, než je nezbytné pro referendum.
Po zrušení nabídek několika měst se MOV sešel v Lausanne, svém sídle, aby diskutoval o dalším postupu při volbě pořadatelského města pro letní olympiády v letech 2024 a 2028. MOV formálně navrhl zvolení hostitelských měst letních olympiád pro oba roky najednou v roce 2017. Návrh byl schválen na mimořádném zasedání MOV 11. července 2017 v Lausanne. MOV Bylo rozhodnuto, aby se organizační výbory dvou uchazečů o Letní olympijské hry 2024, měst Los Angeles a Paříž, setkaly s MOV, a dohodly se, kdo bude pořádat hry v roce 2024 a kdo bude hostit Letní olympijské hry 2028 a zda by bylo skutečně možné vybrat hostitelské město pro oba roky současně.
Po rozhodnutí o udělení her 2024 a 2028 současně byla Paříž považována za preferovaného pořadatele olympijských her 2024. Dne 31. července 2017 MOV oznámil, že Los Angeles je jediným kandidátem olympijských her 2028, čímž se Paříž stala jediným kandidátem olympiády v roce 2024.
Paříž byla zvolena jako pořadatelské město 13. září 2017 na 131. zasedání MOV v Limě v Peru.
| Město | Země    | 1. kolo     |
| ----- | ------- | ----------- |
| Paříž | Francie | jednohlasně |

## Olympijská sportoviště

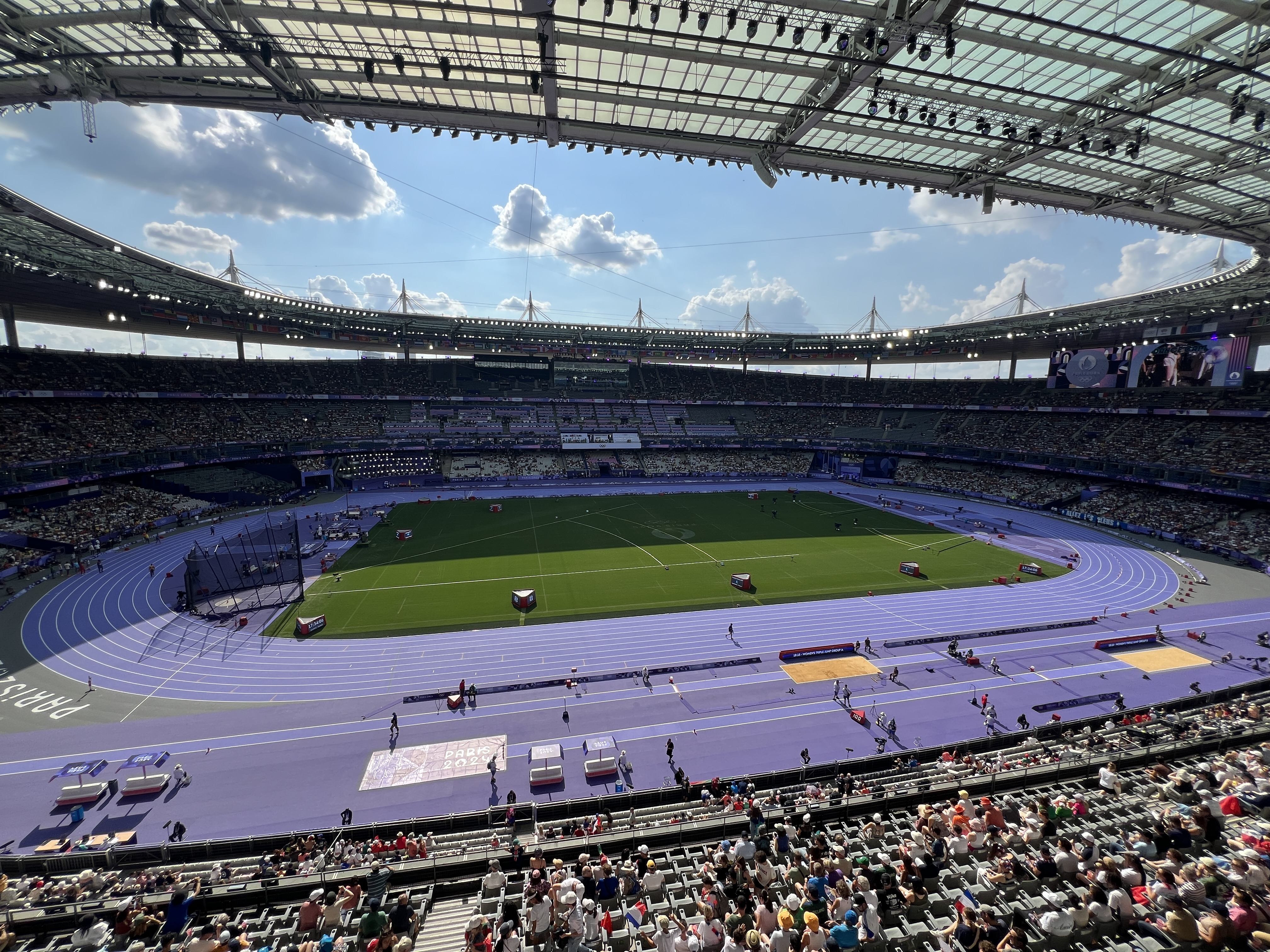
Stade de France

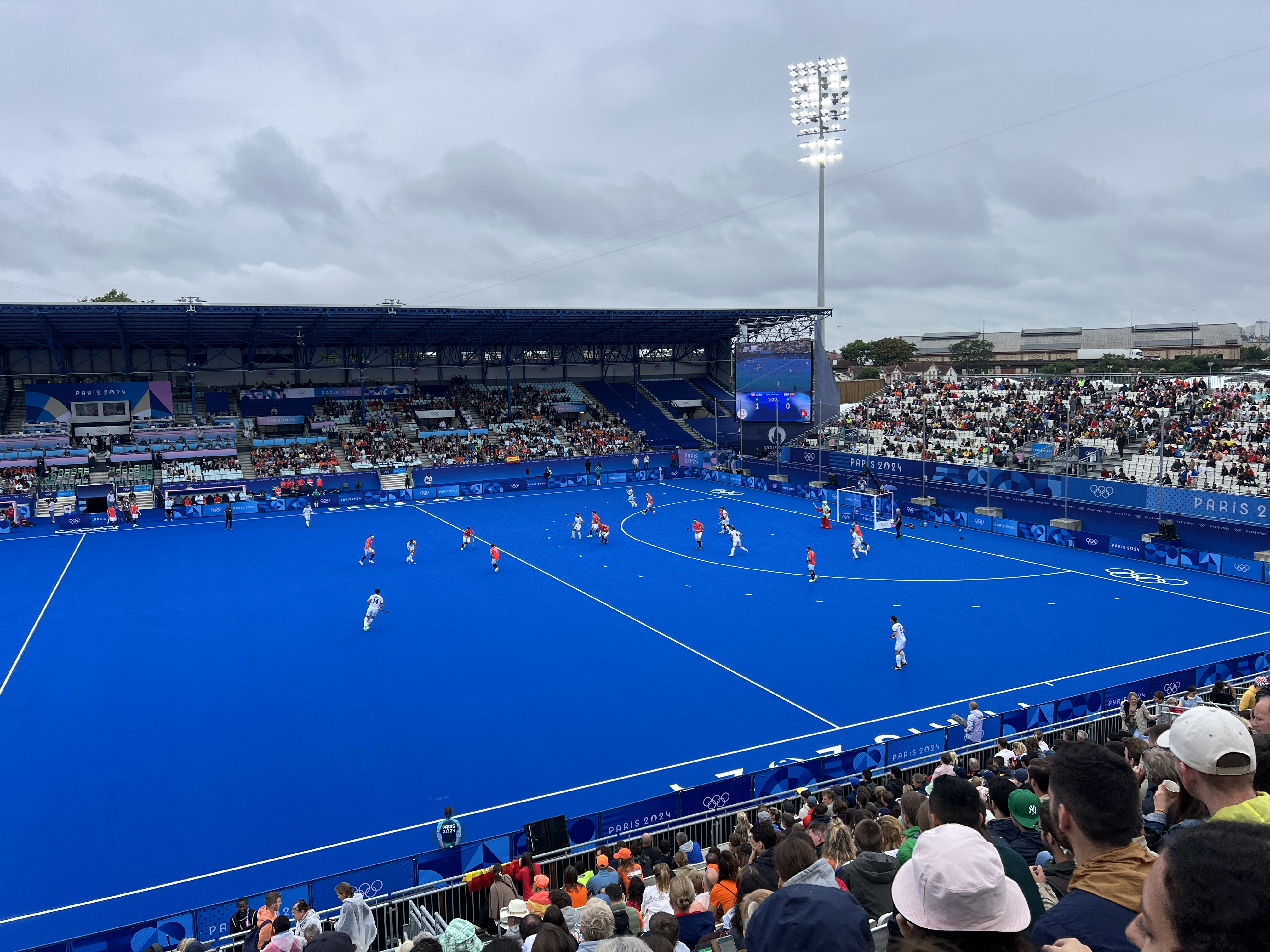
Stade Olympique Yves-du-Manoir

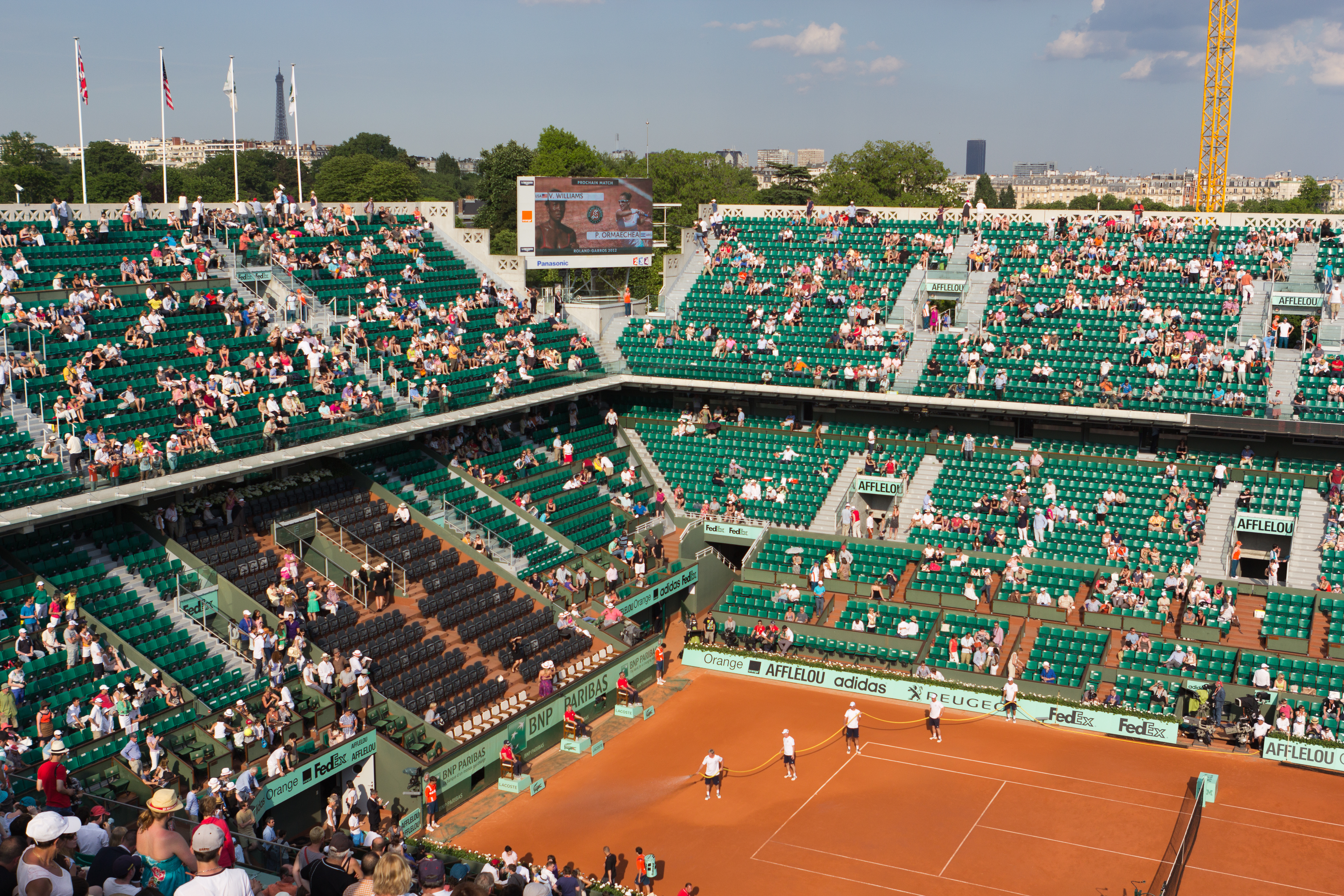
Stade Roland Garros

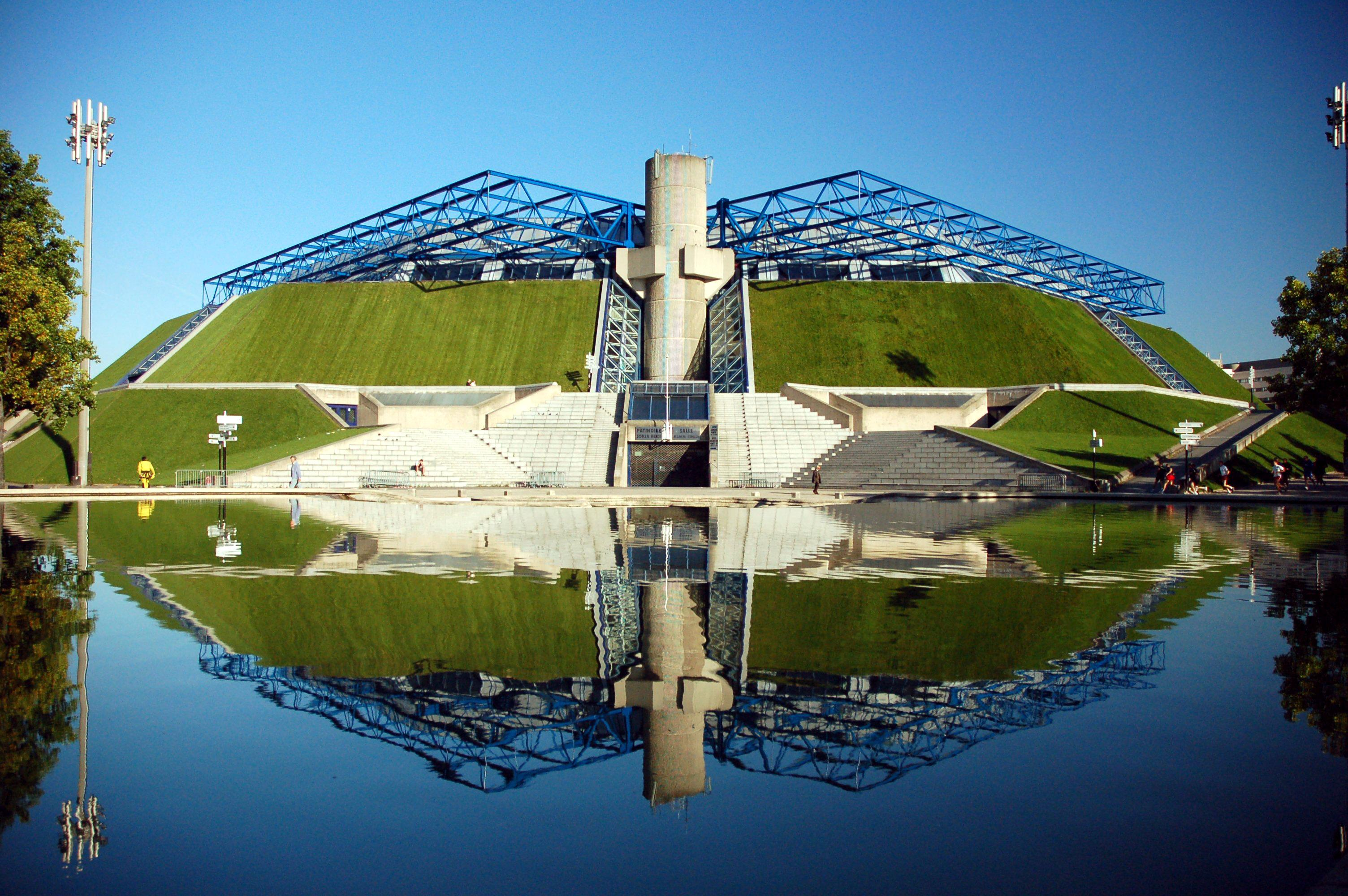
Paris-Bercy Arena

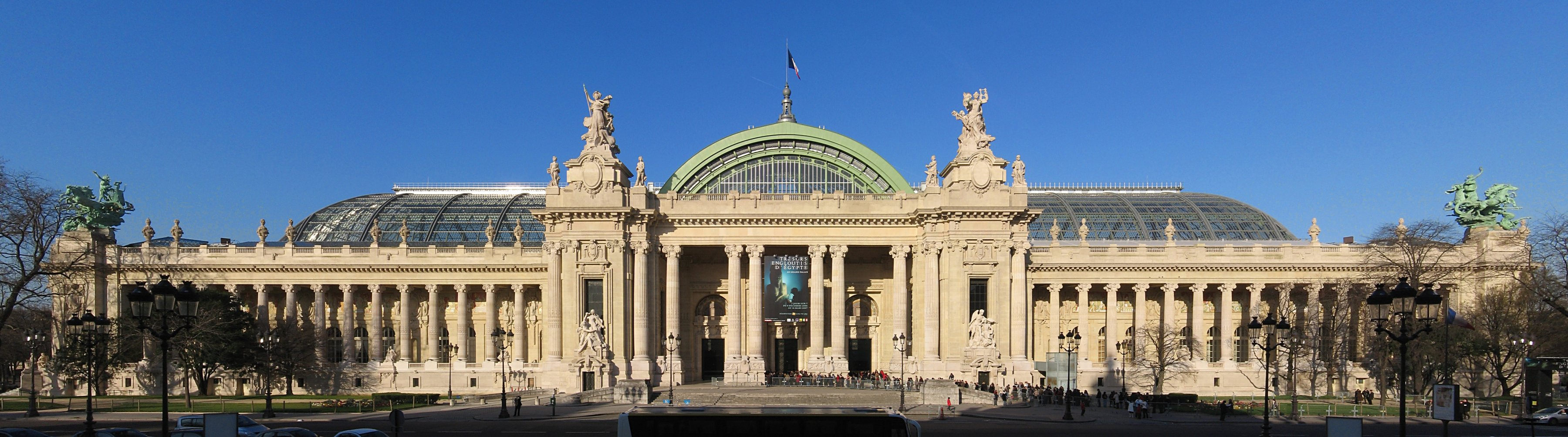
Grand Palais

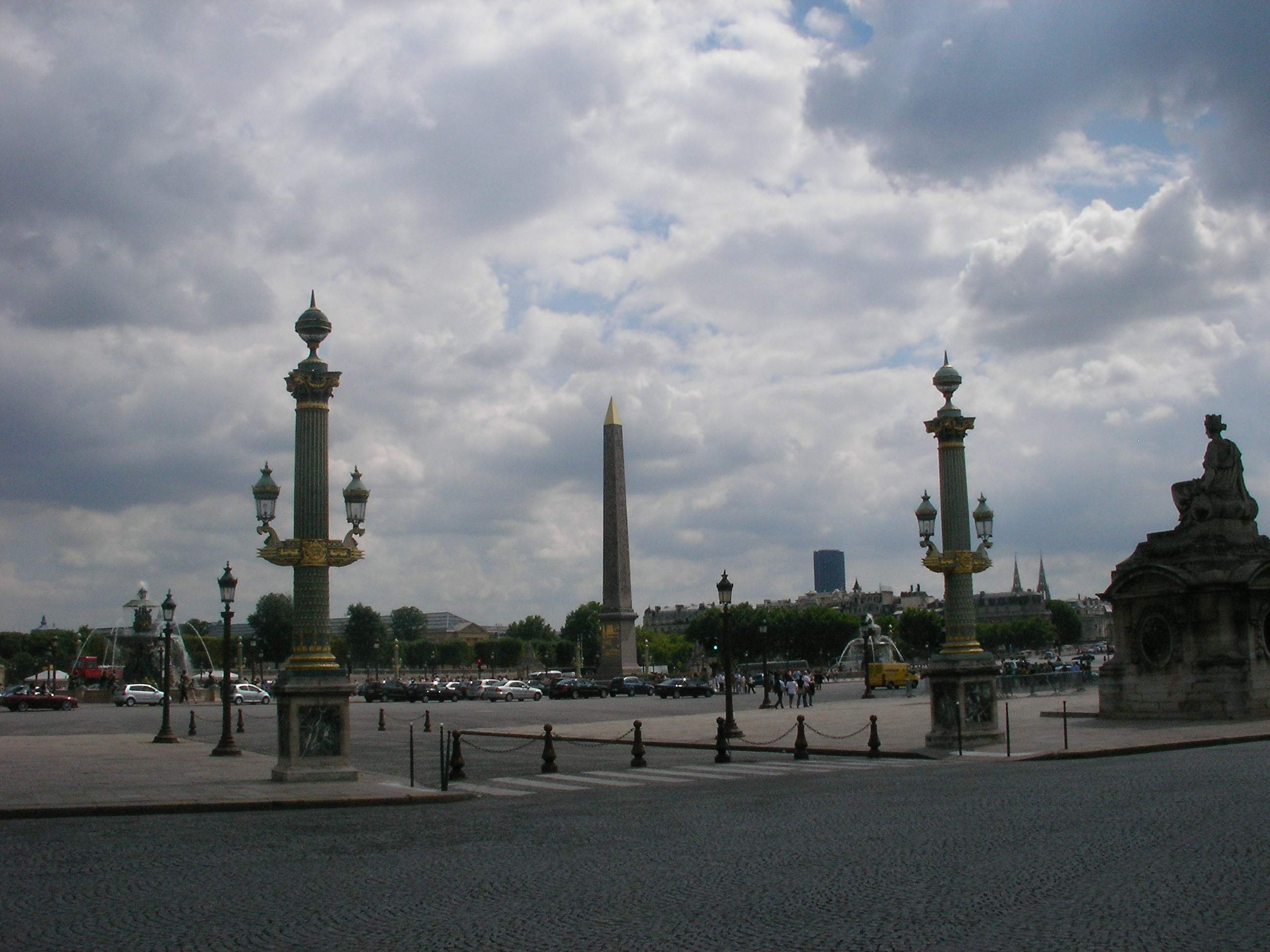
Place de la Concorde

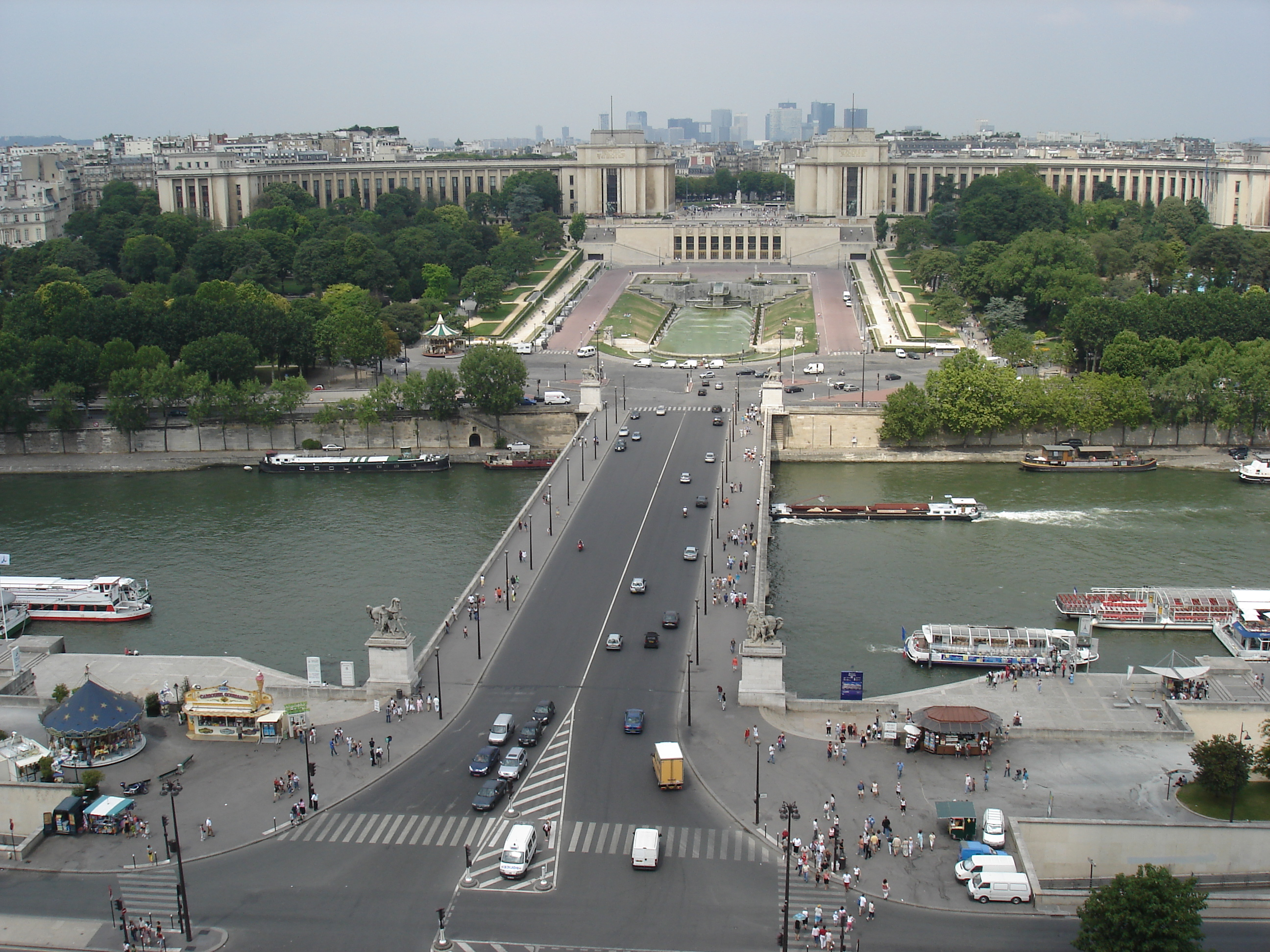
Pont d'Iéna

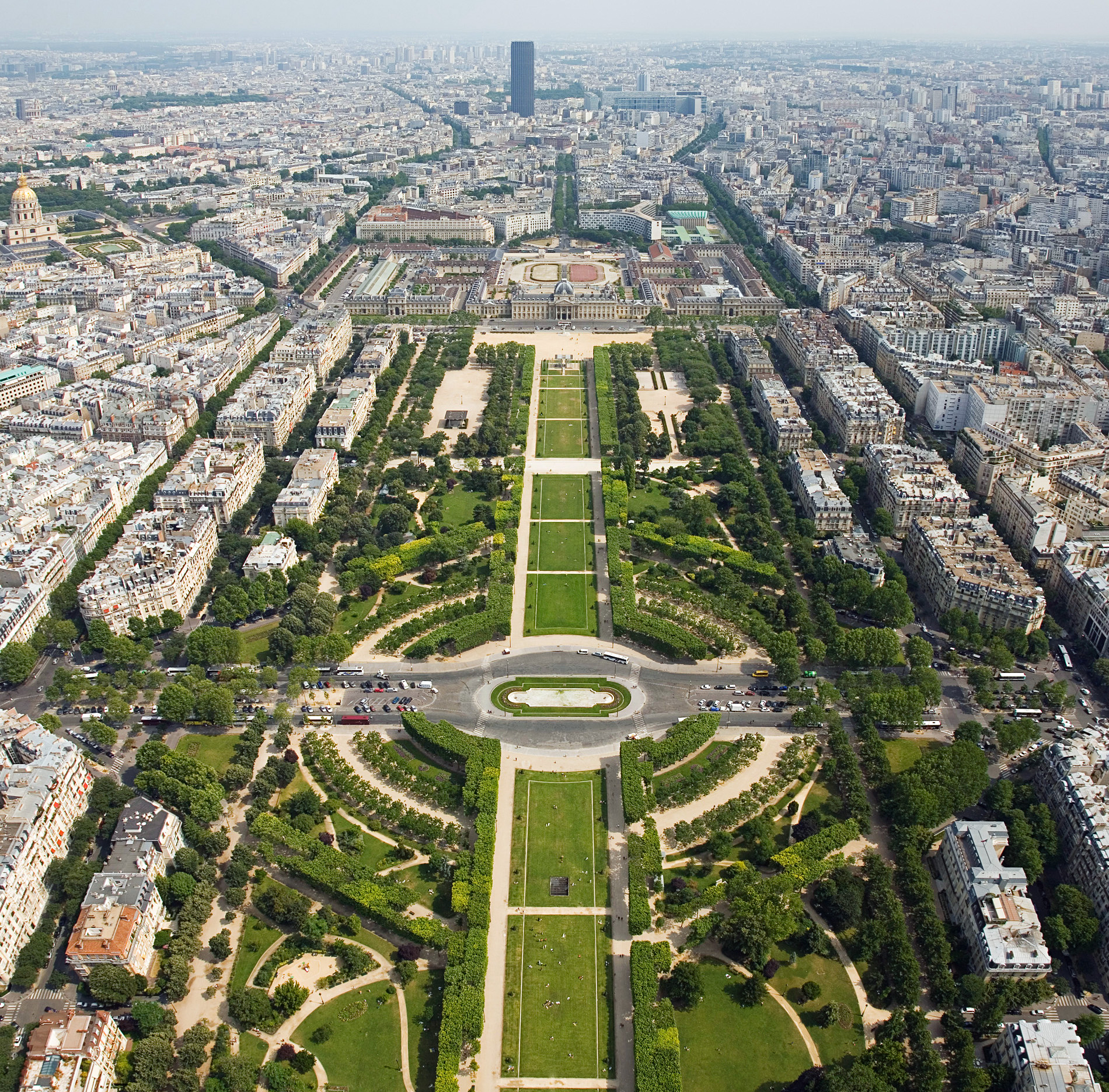
Champ-de-Mars

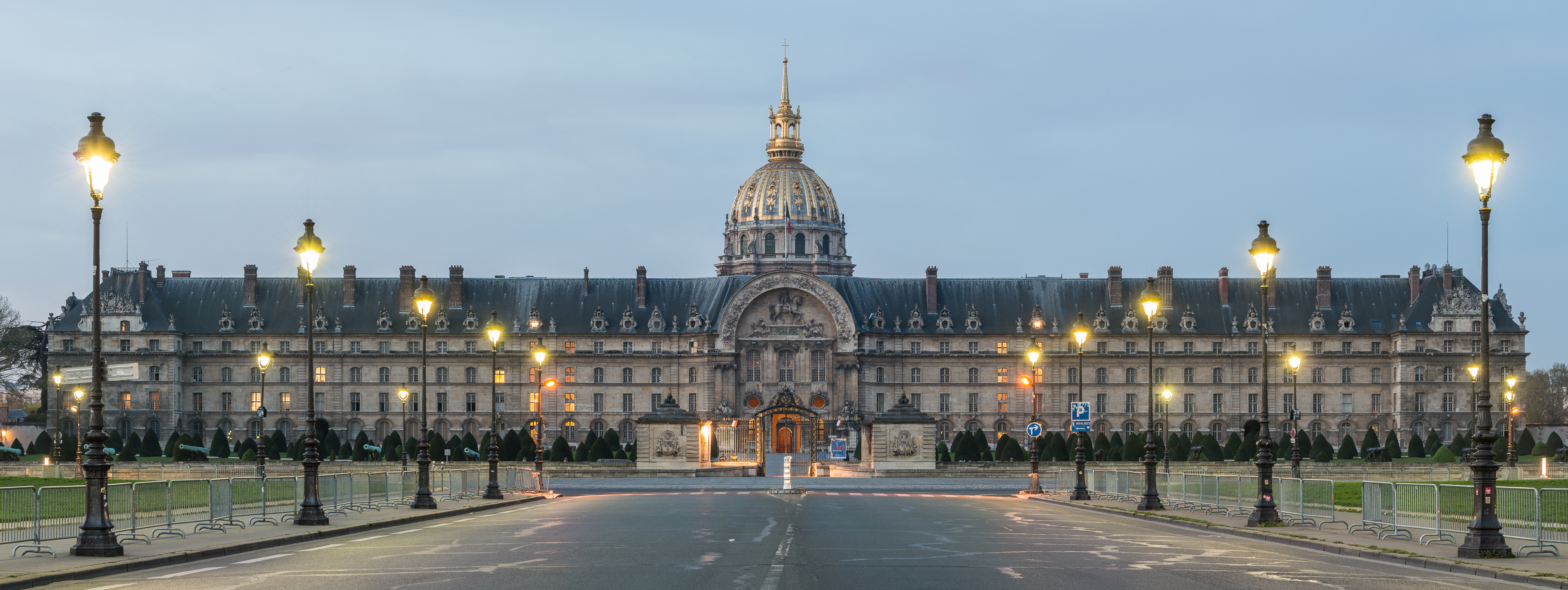
Invalidovna

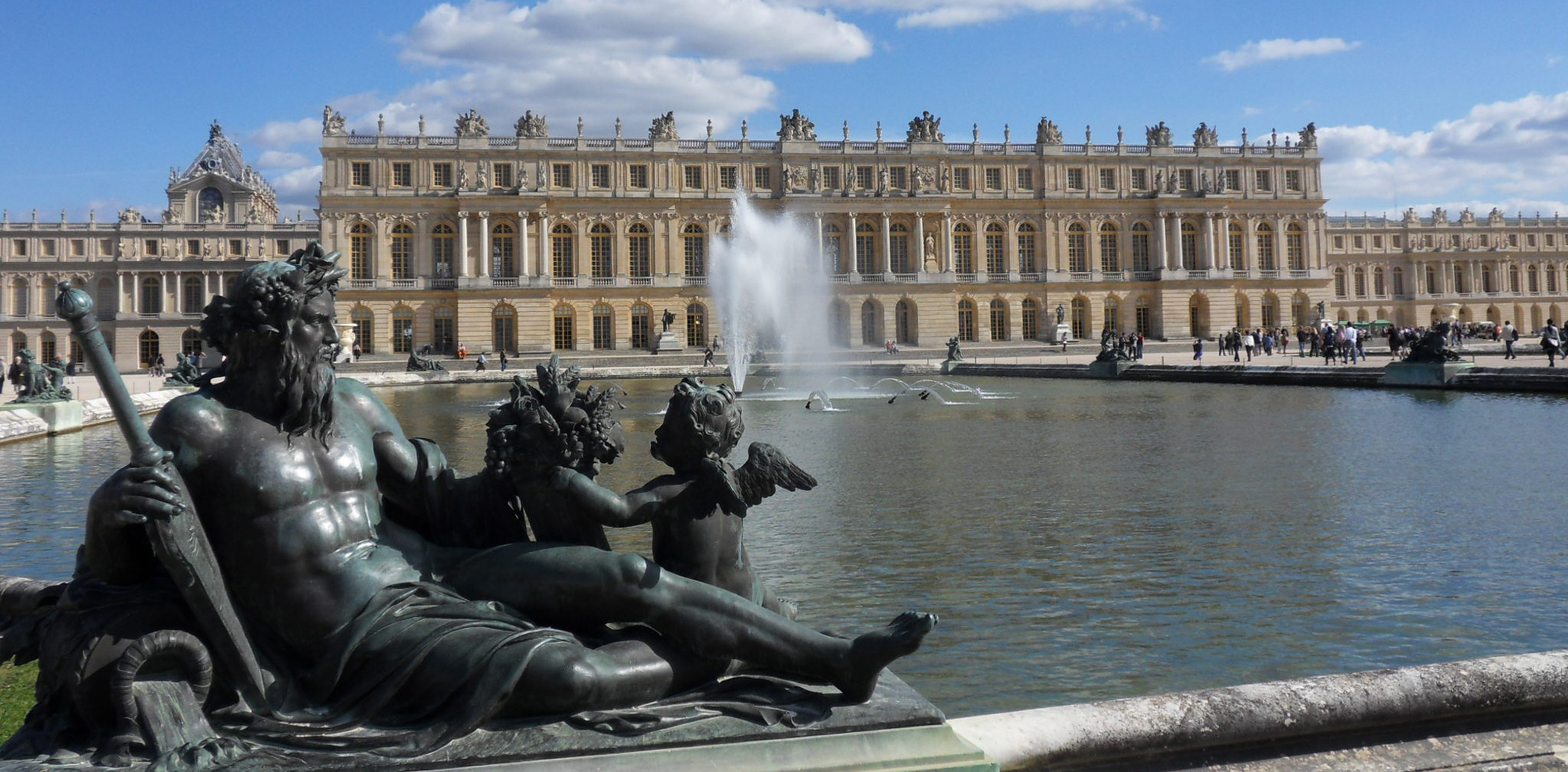
Versailles

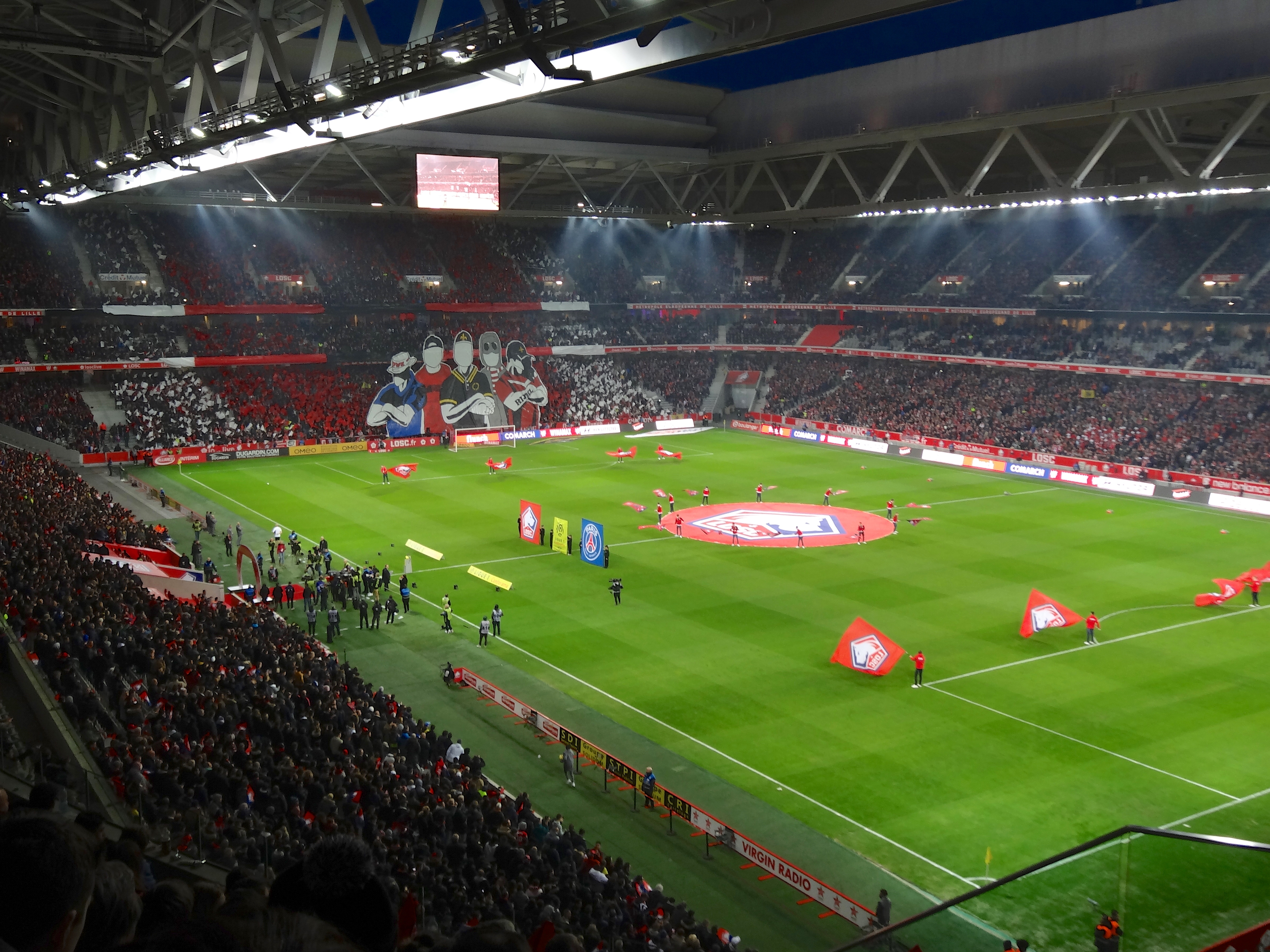
Stade Pierre-Mauroy

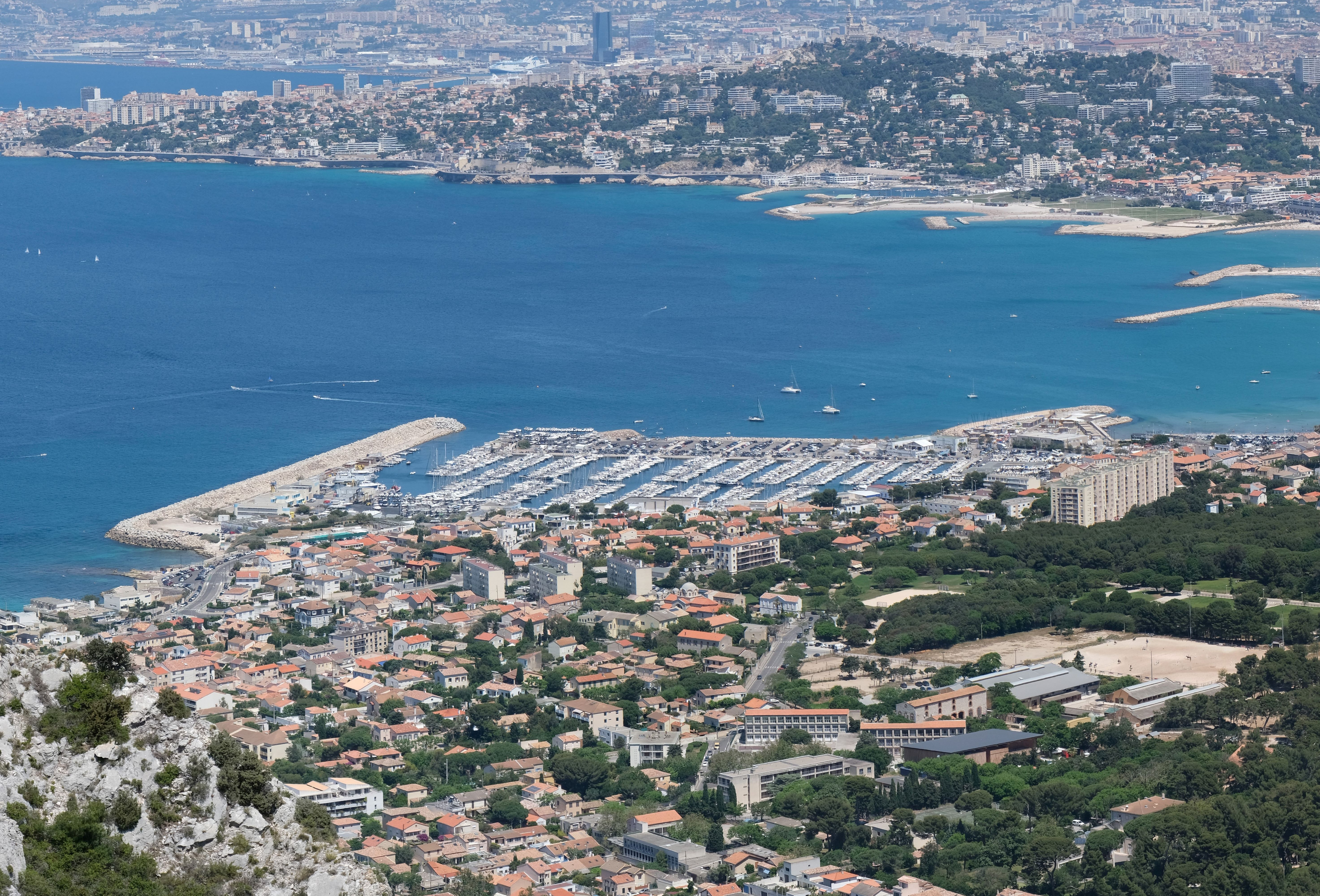
Port de la Pointe Rouge

Většina olympijských akcí se koná v Paříži (část pak přímo v historickém centru) a její metropolitní oblasti, včetně sousedních měst Saint-Denis, Le Bourget, Nanterre, Versailles a Vaires-sur-Marne. Lille hostí soutěže v házené, zatímco soutěže v jachtingu se konají ve středomořském městě Marseille. Surfařské soutěže probíhají ve vesnici Teahupo'o na ostrově Tahiti v zámořském území Francouzské Polynésie. Fotbal hostí dalších šest měst, kterými jsou kromě Paříže Marseille, Lyon, Saint-Étienne, Bordeaux, Nantes a Nice, přičemž v některých z nich sídlí kluby Ligue 1. 95 % sportovišť je existujících nebo budou pouze dočasná, což by mělo snížit náklady na uspořádání her.
Některé vodní soutěže se konají přímo v Seině, což vyžadovalo finančně náročný program v ceně 1,4 mld. EUR na vyčištění řeky a přestavbu kanalizace.
| Sportoviště                      | Událost                                                                     | Kapacita | Status     |
| -------------------------------- | --------------------------------------------------------------------------- | -------- | ---------- |
| Stade Olympique Yves-du-Manoir   | Pozemní hokej (skupiny, souboje o 5.–12. místo)                             | 5 000    | Renovovaný |
| Stade Olympique Yves-du-Manoir   | Pozemní hokej (skupiny, souboje finálové čtyřky)                            | 10 000   | Renovovaný |
| Stade de France                  | Ragby 7                                                                     | 77 083   | Existující |
| Stade de France                  | Atletika                                                                    | 77 083   | Existující |
| Paris La Défense Arena           | Vodní sporty (plavání, play-off vodního póla)                               | 15 220   | Existující |
| Arena Porte de la Chapelle       | Badminton                                                                   | 8 000    | Existující |
| Arena Porte de la Chapelle       | Moderní gymnastika                                                          | 8 000    | Existující |
| Piscine olympique de Saint-Denis | Vodní sporty (skupiny vodního póla, skoky do vody, synchronizované plavání) | 5 000    | Nový       |
| Centre national de tir sportif   | Sportovní střelba                                                           | 3 000    | Dočasný    |
| Lezecký areál Le Bourget         | Sportovní lezení                                                            | 5 000    | Dočasný    |

| Sportoviště                                      | Událost                             | Kapacita                      | Status     |
| ------------------------------------------------ | ----------------------------------- | ----------------------------- | ---------- |
| Stade Roland-Garros                              | Box, tenis                          | 34 000                        | Existující |
| Court Philippe-Chatrier (se zatahovací střechou) | Tenis                               | 15 000                        | Existující |
| Court Suzanne-Lenglen (se zatahovací střechou)   | Box                                 | 10 000                        | Existující |
| Court Simonne-Mathieu a další kurty              | Tenis                               | 9 000 (5 000 + 2 000 + 8×250) | Existující |
| Výstaviště Porte de Versailles                   | Volejbal                            | 12 000                        | Existující |
| Výstaviště Porte de Versailles                   | Basketbal (skupiny, čtvrtfinále)    | 10 000                        | Existující |
| Výstaviště Porte de Versailles                   | Stolní tenis                        | 6 000                         | Existující |
| Výstaviště Porte de Versailles                   | Vzpírání                            | 6 000                         | Existující |
| Paris-Bercy Arena                                | Sportovní gymnastika                | 15 000                        | Existující |
| Paris-Bercy Arena                                | Basketbal (semifinále, finále)      | 15 000                        | Existující |
| Grand Palais                                     | Šerm                                | 8 000                         | Existující |
| Grand Palais                                     | Taekwondo                           | 8 000                         | Existující |
| Parc urbain de la Concorde                       | Basketbal 3×3                       | 30 000                        | Dočasný    |
| Parc urbain de la Concorde                       | Breakdance                          | 30 000                        | Dočasný    |
| Parc urbain de la Concorde                       | Cyklistika (BMX freestyle)          | 30 000                        | Dočasný    |
| Parc urbain de la Concorde                       | Skateboarding                       | 30 000                        | Dočasný    |
| Pont d'Iéna                                      | Vodní sporty (dálkové plavání)      | 13 000 (3 000 pro sezení)     | Dočasný    |
| Pont d'Iéna                                      | Atletika (maraton, sportovní chůze) | 13 000 (3 000 pro sezení)     | Dočasný    |
| Pont d'Iéna                                      | Cyklistika (silniční, časovka)      | 13 000 (3 000 pro sezení)     | Dočasný    |
| Pont d'Iéna                                      | Triatlon                            | 13 000 (3 000 pro sezení)     | Dočasný    |
| Champ-de-Mars                                    | Plážový volejbal                    | 12 000                        | Dočasný    |
| Grand Palais Éphémère                            | Judo                                | 8 000                         | Dočasný    |
| Grand Palais Éphémère                            | Zápas                               | 8 000                         | Dočasný    |
| Esplanade des Invalides                          | Lukostřelba                         | 8 000                         | Dočasný    |

| Sportoviště                            | Událost                                   | Kapacita                 | Status     |
| -------------------------------------- | ----------------------------------------- | ------------------------ | ---------- |
| Versailleský park                      | Jezdectví (drezura, parkur, všestrannost) | 80 000 (22 000 + 58 000) | Dočasný    |
| Versailleský park                      | Moderní pětiboj (vyjma šermu a plavání)   | 80 000 (22 000 + 58 000) | Dočasný    |
| Golf national                          | Golf                                      | 35 000                   | Existující |
| Kopec Élancourt                        | Cyklistika (horská kola)                  | 25 000                   | Existující |
| Vélodrome de Saint-Quentin-en-Yvelines | Cyklistika (dráhová)                      | 5 000                    | Existující |
| Vélodrome de Saint-Quentin-en-Yvelines | Moderní pětiboj (šerm)                    | 5 000                    | Existující |
| Vélodrome de Saint-Quentin-en-Yvelines | Cyklistika (BMX racing)                   | 5 000                    | Existující |

| Sportoviště                                      | Město              | Událost               | Kapacita                               | Status     |
| ------------------------------------------------ | ------------------ | --------------------- | -------------------------------------- | ---------- |
| Stade Pierre-Mauroy                              | Lille              | Házená                | 26 000                                 | Existující |
| Národní olympijský námořní stadion Île-de-France | (Vaires-sur-Marne) | Veslování             | 14 000 na stadionu, 10 000 podél tratě | Existující |
| Národní olympijský námořní stadion Île-de-France | (Vaires-sur-Marne) | Kánoe, kajak (sprint) | 14 000 na stadionu, 10 000 podél tratě | Existující |
| Národní olympijský námořní stadion Île-de-France | (Vaires-sur-Marne) | Kánoe, kajak (slalom) | 12 000                                 | Existující |
| Marina olympique du Roucas-Blanc                 | Marseille          | Jachting              | 5 000                                  | Existující |
| Débarcadère Teahupoo                             | Teahupo'o          | Surfing               | 5 000                                  | Existující |

| Stadion                   | Město         | Kapacita | Status     |
| ------------------------- | ------------- | -------- | ---------- |
| Parc des Princes          | Paříž         | 48 583   | Existující |
| Stade Vélodrome           | Marseille     | 67 394   | Existující |
| Parc Olympique Lyonnais   | Lyon          | 59 186   | Existující |
| Nouveau stade de Bordeaux | Bordeaux      | 42 115   | Existující |
| Stade Geoffroy-Guichard   | Saint-Étienne | 41 965   | Existující |
| Allianz Riviera           | Nice          | 35 624   | Existující |
| Stade de la Beaujoire     | Nantes        | 35 322   | Existující |

| Místo                             | Událost / Využití                    | Kapacita | Status  |
| --------------------------------- | ------------------------------------ | -------- | ------- |
| Jardins du Trocadéro & Řeka Seina | Zahajovací a zakončovací ceremoniály | 600 000  | Dočasný |
| L'Île-Saint-Denis                 | Olympijská vesnice                   | 17 000   | Nový    |
| Le Bourget                        | Mediální vesnice                     | -        | Dočasný |
| Le Bourget                        | Mezinárodní vysílací centrum         | -        | Dočasný |
| Le Bourget                        | Hlavní novinářské centrum            | -        | Dočasný |

## Účastníci

Počet účastníků z jednotlivých zemí

Her se má účastnit asi 10 500 sportovců, kteří reprezentují 204 národních týmů (z toho 54 z Afriky, 48 z Evropy, 44 z Asie, 41 z Amerik a 17 z Oceánie), uprchlický tým a tým neutrálních sportovců. V české olympijské výpravě se má představit 111 sportovců.
Vůbec první olympijskou medaili získali sportovci z Dominiky, Kapverd, Svaté Lucie a uprchlického týmu. První zlatou medaili pak sportovci z Botswany, Guatemaly, Dominiky a Svaté Lucie.

## Soutěže
Na hrách XXXIII. olympiády proběhnou soutěže ve 28 sportovních odvětvích. Novým sportem v programu olympijských her se stal breakdance, naopak oproti předchozím hrám byly vyřazeny soutěže v baseballu, softballu a karate.

### Sporty
- Atletika
- Badminton
- Basketbal
- Box
- Breakdance
- Cyklistika
- Fotbal
- Golf
- Gymnastika
(sportovní, moderní, trampolína)
- Házená
- Jachting
- Jezdectví
- Judo
- Kanoistika
- Lukostřelba
- Moderní pětiboj
- Plavání
- Plážový volejbal
- Pozemní hokej
- Ragby
- Skateboarding
- Skoky do vody
- Sportovní lezení
- Sportovní střelba
- Stolní tenis
- Surfing
- Synchronizované plavání
- Šerm
- Taekwondo
- Tenis
- Triatlon
- Veslování
- Vodní pólo
- Volejbal
- Vzpírání
- Zápas

### Kalendář soutěží
| UC | Úvodní ceremoniál | ● | Soutěžní den disciplíny | 1 | Finále disciplíny | ZC | Závěrečný ceremoniál |

| Červenec/Srpen          | Červenec/Srpen          | 24. St | 25. Čt | 26. Pá | 27. So | 28. Ne | 29. Po | 30. Út | 31. St | 1. Čt | 2. Pá | 3. So | 4. Ne | 5. Po | 6. Út | 7. St | 8. Čt | 9. Pá | 10. So | 11. Ne | Finále |
| ----------------------- | ----------------------- | ------ | ------ | ------ | ------ | ------ | ------ | ------ | ------ | ----- | ----- | ----- | ----- | ----- | ----- | ----- | ----- | ----- | ------ | ------ | ------ |
| Ceremoniály             | Ceremoniály             |        |        | UC     |        |        |        |        |        |       |       |       |       |       |       |       |       |       |        | ZC     |        |
| Atletika                | Atletika                |        |        |        |        |        |        |        |        | 2     | 1     | 5     | 3     | 4     | 5     | 5     | 5     | 8     | 9      | 1      | 48     |
| Badminton               | Badminton               |        |        |        | ●      | ●      | ●      | ●      | ●      | ●     | 1     | 1     | 1     | 2     |       |       |       |       |        |        | 5      |
|                         | Basketbal               |        |        |        | ●      | ●      | ●      | ●      | ●      | ●     | ●     | ●     | ●     |       | ●     | ●     | ●     | ●     | 1      | 1      | 2      |
| Basketbal 3x3           |                         |        |        |        |        |        | ●      | ●      | ●      | ●     | ●     | ●     | 2     |       |       |       |       |       |        | 2      |        |
| Box                     | Box                     |        |        |        | ●      | ●      | ●      | ●      | ●      | ●     | ●     | ●     | ●     |       | 1     | 2     | 2     | 4     | 4      |        | 13     |
| Breakdance              | Breakdance              |        |        |        |        |        |        |        |        |       |       |       |       |       |       |       |       | 1     | 1      |        | 2      |
|                         | Silniční cyklistika     |        |        |        | 2      |        |        |        |        |       |       | 1     | 1     |       |       |       |       |       |        |        | 4      |
| Dráhová cyklistika      |                         |        |        |        |        |        |        |        |        |       |       |       | 1     | 1     | 2     | 2     | 2     | 1     | 3      | 12     |        |
| BMX                     |                         |        |        |        |        |        | ●      | 2      | ●      | 2     |       |       |       |       |       |       |       |       |        | 4      |        |
| Horská kola             |                         |        |        |        | 1      | 1      |        |        |        |       |       |       |       |       |       |       |       |       |        | 2      |        |
| Fotbal                  | Fotbal                  | ●      | ●      |        | ●      | ●      |        | ●      | ●      |       | ●     | ●     |       | ●     | ●     |       | ●     | 1     | 1      |        | 2      |
| Golf                    | Golf                    |        |        |        |        |        |        |        |        | ●     | ●     | ●     | 1     |       |       | ●     | ●     | ●     | 1      |        | 2      |
|                         | Sportovní gymnastika    |        |        |        | ●      | ●      | 1      | 1      | 1      | 1     |       | 3     | 3     | 4     |       |       |       |       |        |        | 14     |
| Moderní gymnastika      |                         |        |        |        |        |        |        |        |        |       |       |       |       |       |       | ●     | 1     | 1     |        | 2      |        |
| Skoky na trampolíně     |                         |        |        |        |        |        |        |        |        | 2     |       |       |       |       |       |       |       |       |        | 2      |        |
| Házená                  | Házená                  |        | ●      |        | ●      | ●      | ●      | ●      | ●      | ●     | ●     | ●     | ●     |       | ●     | ●     | ●     | ●     | 1      | 1      | 2      |
| Jachting                | Jachting                |        |        |        |        | ●      | ●      | ●      | ●      | ●     | 2     | 2     | ●     | ●     | ●     | 2     | 3     | 1     |        |        | 10     |
|                         | Drezura                 |        |        |        |        |        |        | ●      | ●      |       |       | 1     | 1     |       |       |       |       |       |        |        | 2      |
| Jezdecká všestrannost   |                         |        |        | ●      | ●      | 2      |        |        |        |       |       |       |       |       |       |       |       |       |        | 2      |        |
| Parkurové skákání       |                         |        |        |        |        |        |        |        | ●      | 1     |       |       | ●     | 1     |       |       |       |       |        | 2      |        |
| Judo                    | Judo                    |        |        |        | 2      | 2      | 2      | 2      | 2      | 2     | 2     | 1     |       |       |       |       |       |       |        |        | 15     |
|                         | Rychlostní kanoistika   |        |        |        |        |        |        |        |        |       |       |       |       |       | ●     | ●     | 3     | 4     | 3      |        | 10     |
| Vodní slalom            |                         |        |        | ●      | 1      | 1      | ●      | 1      | 1      | ●     | ●     | ●     | 2     |       |       |       |       |       |        | 6      |        |
| Lukostřelba             | Lukostřelba             |        | ●      |        |        | 1      | 1      | ●      | ●      | ●     | 1     | 1     | 1     |       |       |       |       |       |        |        | 5      |
| Moderní pětiboj         | Moderní pětiboj         |        |        |        |        |        |        |        |        |       |       |       |       |       |       |       | ●     | ●     | 1      | 1      | 2      |
| Plavání                 | Plavání                 |        |        |        | 4      | 3      | 5      | 3      | 5      | 4     | 3     | 4     | 4     |       |       |       | 1     | 1     |        |        | 37     |
| Plážový volejbal        | Plážový volejbal        |        |        |        | ●      | ●      | ●      | ●      | ●      | ●     | ●     | ●     | ●     | ●     | ●     | ●     | ●     | 1     | 1      |        | 2      |
| Pozemní hokej           | Pozemní hokej           |        |        |        | ●      | ●      | ●      | ●      | ●      | ●     | ●     | ●     | ●     | ●     | ●     | ●     | 1     | 1     |        |        | 2      |
| Ragby                   | Ragby                   | ●      | ●      |        | 1      | ●      | ●      | 1      |        |       |       |       |       |       |       |       |       |       |        |        | 2      |
| Skateboarding           | Skateboarding           |        |        |        |        | 1      | 1      |        |        |       |       |       |       |       | 1     | 1     |       |       |        |        | 4      |
| Skoky do vody           | Skoky do vody           |        |        |        | 1      |        | 1      |        | 1      |       | 1     |       |       | ●     | 1     | ●     | 1     | 1     | 1      |        | 8      |
| Stolní tenis            | Stolní tenis            |        |        |        | ●      | ●      | ●      | 1      | ●      | ●     | ●     | 1     | 1     | ●     | ●     | ●     | ●     | 1     | 1      |        | 5      |
| Sportovní lezení        | Sportovní lezení        |        |        |        |        |        |        |        |        |       |       |       |       | ●     | ●     | 1     | 1     | 1     | 1      |        | 4      |
| Sportovní střelba       | Sportovní střelba       |        |        |        | 1      | 2      | 2      | 2      | 1      | 1     | 1     | 2     | 1     | 2     |       |       |       |       |        |        | 15     |
| Surfing                 | Surfing                 |        |        |        | ●      | ●      | ●      |        |        | ●     |       |       |       | 2     |       |       |       |       |        |        | 2      |
| Synchronizované plavání | Synchronizované plavání |        |        |        |        |        |        |        |        |       |       |       |       | ●     | ●     | 1     |       | ●     | 1      |        | 2      |
| Šerm                    | Šerm                    |        |        |        | 2      | 2      | 2      | 1      | 1      | 1     | 1     | 1     | 1     |       |       |       |       |       |        |        | 12     |
| Taekwondo               | Taekwondo               |        |        |        |        |        |        |        |        |       |       |       |       |       |       | 2     | 2     | 2     | 2      |        | 8      |
| Tenis                   | Tenis                   |        |        |        | ●      | ●      | ●      | ●      | ●      | ●     | 1     | 2     | 2     |       |       |       |       |       |        |        | 5      |
| Triatlon                | Triatlon                |        |        |        |        |        |        |        | 2      |       |       |       |       | 1     |       |       |       |       |        |        | 3      |
| Veslování               | Veslování               |        |        |        | ●      | ●      | ●      | ●      | 2      | 4     | 4     | 4     |       |       |       |       |       |       |        |        | 14     |
| Vodní pólo              | Vodní pólo              |        |        |        | ●      | ●      | ●      | ●      | ●      | ●     | ●     | ●     | ●     | ●     | ●     | ●     | ●     | ●     | 1      | 1      | 2      |
| Volejbal                | Volejbal                |        |        |        | ●      | ●      | ●      | ●      | ●      | ●     | ●     | ●     | ●     | ●     | ●     | ●     | ●     | ●     | 1      | 1      | 2      |
| Vzpírání                | Vzpírání                |        |        |        |        |        |        |        |        |       |       |       |       |       |       | 2     | 2     | 2     | 3      | 1      | 10     |
| Zápas                   | Zápas                   |        |        |        |        |        |        |        |        |       |       |       |       | ●     | 3     | 3     | 3     | 3     | 3      | 3      | 18     |
| Celkem disciplín        | Celkem disciplín        |        |        |        | 13     | 13     | 19     | 11     | 18     | 16    | 23    | 29    | 20    | 20    | 13    | 21    | 26    | 35    | 39     | 13     | 329    |
| Kumulativní součet      | Kumulativní součet      |        |        |        | 13     | 26     | 45     | 56     | 74     | 90    | 113   | 142   | 162   | 182   | 195   | 216   | 242   | 277   | 316    | 329    |        |
| Červenec/Srpen          | Červenec/Srpen          | 24. St | 25. Čt | 26. Pá | 27. So | 28. Ne | 29. Po | 30. Út | 31. St | 1. Čt | 2. Pá | 3. So | 4. Ne | 5. Po | 6. Út | 7. St | 8. Čt | 9. Pá | 10. So | 11. Ne | Finále |

## Pořadí zemí
| Pořadí | Země                         | Zlato | Stříbro | Bronz | Celkem |
| ------ | ---------------------------- | ----- | ------- | ----- | ------ |
| 1.     | Spojené státy americké (USA) | 40    | 44      | 42    | 126    |
| 2.     | Čína (CHN)                   | 40    | 27      | 24    | 91     |
| 3.     | Japonsko (JPN)               | 20    | 12      | 13    | 45     |
| 4.     | Austrálie (AUS)              | 18    | 19      | 16    | 53     |
| 5.     | Francie (FRA)                | 16    | 26      | 22    | 64     |
| 6.     | Nizozemsko (NED)             | 15    | 7       | 12    | 34     |
| 7.     | Velká Británie (GBR)         | 14    | 22      | 29    | 65     |
| 8.     | Jižní Korea (KOR)            | 13    | 9       | 10    | 32     |
| 9.     | Itálie (ITA)                 | 12    | 13      | 15    | 40     |
| 10.    | Německo (GER)                | 12    | 13      | 8     | 33     |
|        |                              |       |         |       |        |
| 28.    | Česko (CZE)                  | 3     | 0       | 2     | 5      |

Vůbec první medaile získaly Svatá Lucie, Dominika, Kapverdy, Albánie a uprchlický olympijský tým.

## Medaile
Medaile navrhlo šperkařství Maison Chaumet, jehož všechny výrobky jsou inspirovány císařovnou Josefinou Bonaparteovou, první klientkou podniku. Mincovna, která medaile razila, navazuje na svoji olympijskou zakázku z Paříže před sto lety. Na každé medaili je vyobrazena tvář Marianne, jež je ztělesněním francouzské republiky, a šestiúhelník ve tvaru pevninské Francie. Zmíněný šestiúhelník pak pochází ze zbytků materiálu z roku 1900, kdy Eiffelova věž procházela renovací.

## Marketing
Oficiální logo bylo představeno 21. října 2019 na ceremoniálu v Le Grand Rex. Jednoduše pojaté kulaté logo zobrazuje zlatou medaili, v jejímž středu plápolá bílý plamen. Spojení obou těchto symbolů vytvoří iluzivní malbu, z níž vystoupí obličej Marianne. Nápis Paris 2024 ve stylu Art deco odkazuje na předchozí pařížskou olympiádu v roce 1924. Maskoty jsou antropomorfní figurky Phryges inspirované frygickou čapkou, jedním ze symbolu Velké francouzské revoluce.
Vysílací práva k olympiádě si zakoupily desítky mediální organizací z celého světa. Práva pro Evropu zakoupila americká společnost Warner Bros. Discovery ve spolupráci s Evropskou vysílací unií. Omezenou sublicenci pro Českou republiku si zakoupili Česká televize a Česká rozhlas, vysílání také bude dostupné v televizi Eurosport a na platformě Max, když obojí spadá pod Warner Bros. Discovery.
Největšími sponzory her jsou tzv. globální partneři olympijských her - společnosti Airbnb, Alibaba, Allianz, Atos, Bridgestone, Coca-Cola, Deloitte, Intel, Mengniu, Omega, Panasonic, Procter & Gamble, Samsung, Toyota a Visa. Všichni sponzoři dohromady mají přinést 1,24 mld. eur do rozpočtu olympiády.

## Kontroverze

### Organizace
Olympijské hry 2024 v Paříži jsou spojeny s řadou kontroverzí. Vyšetřováno bylo ilegální zaměstnávání dělníků pracujících na stavbě stadionů. Rušily se squaty a vystěhovávali studenti z bytů pro potřeby ubytování turistů.
Zahajovací ceremoniál obsahoval výjev obrazu Svátek bohů (Le Festin des Dieux) ztvárněný drag queens, což někteří považovali za da Vinciho Poslední večeři a hodnotili jej jako urážku křesťanů. Kontroverzi vyvolalo také ztvárnění francouzské královny Marie Antoinetty (popravené během jakobínského teroru) s useknutou hlavou v dlaních.
Kritizovány byly také nedostatky v informačním systému soutěží, především při zobrazování průběžného pořadí a časů.

### Zákaz startu sportovců
Možnost startování sportovců ze zemí, které jsou ve válce (Rusko, Izrael) nebo válku podporují (Bělorusko) vyvolaly kritiku a nesouhlas. Kontroverzi způsobila také podpora Palestiny během války Izraele s Hamásem.
MOV povolil 15 ruským sportovcům a 17 běloruským sportovcům účast na olympijských hrách pod neutrální vlajkou, a to za splnění pěti konkrétních podmínek (např. sportovci nesmí vyvíjet činnost nebo komunikaci, která by mohla být spojována s podporou ruské invaze na Ukrajinu, či nesmí mít vazbu na armádu nebo bezpečnostní složky) Nizozemská lidskoprávní organizace Global Rights Compliance však v průběhu LOH uvedla, že podle jejích zjištění z 15 ruských sportovců splňuje tyto podmínky jen 5 z nich (kanoista Zachar Petrov, cyklista Gleb Syrica a tenisté Daniil Medveděv, Roman Safiullin a Jekatěrina Alexandrovová). Ostatní například lajkovali příspěvky na sociálních sítích, které podporují ruskou invazi, u jiných byly zjištěny vazby na ruské armádní a bezpečnostní složky.
Někteří kritici obvinili MOV z dvojího metru, protože jeho vedení v čele s Thomasem Bachem odmítlo na izraelské sportovce uplatnit stejná omezení jako na ruské a běloruské sportovce, a upozornili na dlouholetou izraelskou okupaci Palestiny, která je členem MOV, a zabití skoro 40 000 Palestinců, včetně nejméně 400 palestinských sportovců, během izraelských útoků proti teroristickému hnutí Hamás v Gaze. Více než 300 palestinských sportovních klubů žádalo v lednu 2024, aby byl Izrael vyloučen z olympijských her v Paříži poté, co izraelské nálety v Gaze zabily trenéra palestinského olympijského fotbalového týmu a poškodily sídlo palestinského olympijského výboru. V únoru 2024 podepsala skupina francouzských politiků a zákonodárců dopis určený MOV, ve kterém požadovali, aby sportovci z Izraele směli na olympijských hrách vystupovat stejně jako sportovci z Ruska a Běloruska pouze pod neutrální vlajkou. Pařížská starostka Anne Hidalgová v reakci na to uvedla, že Izrael s Ruskem nelze srovnávat a sankcionování Izraele nepřipadá v úvahu, protože Izrael je demokratická země.

### Bezpečnost
Opatření na olympiádu se plánují minimálně rok dopředu a Francie nechtěla nechat nic náhodě. Opatření tak byla poměrně masivní. Během slavnostního otevíracího ceremoniálu 26. července 2024 bylo v ulicích 45 tisíc policistů a četníků a asi 1800 policistů z Německa, Velké Británie, Španělska nebo Slovenska. Od 13:00 toho dne byl v tzv. protiteroristické zóně vyhlášen zákaz automobilového provozu. V okruhu 150 kilometrů okolo Paříže byla od 18:30 vyhlášena bezletová zóna a aerolinky tak musely rušit spoje včetně těch do Prahy. Z Prahy do pařížských letišť neodletělo nebo nepřiletělo celkem 5 pravidelných spojů.
Izraelský ministr zahraničí Jisrael Kac varoval, že „íránští agenti a další teroristické skupiny plánují zaútočit na členy izraelské delegace a izraelské návštěvníky.“
V den zahájení olympiády ve 4:00 ráno došlo ke koordinovanému útoku na francouzskou železniční infrastrukturu. Následným rušením spojů vysokorychlostními vlaky TGV bylo dotčeno přes 800 tisíc lidí včetně samotných sportovců, kteří například museli hledat jinou dopravu na sportoviště v Lille. Od začátků letních olympijských her v Paříži se museli organizátoři vypořádat s větším množstvím kybernetických útoků těchto útoků bylo evidováno celkem 68 dva z těchto útoků byly cíleny přímo na významné olympijské lokality. Premiér zároveň dodal že tyto útoky šly očekávat, důležité bylo ovšem na ně být připraveni.